# Piero Gobetti
Piero Gobetti (Turín, 19 de junio de 1901-París, 15 de febrero de 1926) fue un periodista y político antifascista italiano. Fundó y dirigió las revistas Energie Nove, La rivoluzione liberale e Il Baretti. Se exilió en Francia tras recibir una paliza de una escuadra fascista y murió pocos meses después.

## Infancia y juventud
Nació en Turín en el seno de una familia de origen campesino. Estudió en el Liceo Vincenzo Gioberti, donde conoció a su futura mujer, Ada. Con diecisiete años funda su primera revista, Energie Nove. Comparte las ideas liberales de Luigi Einaudi y tiene posiciones cercanas a las de la revista L'Unità de Gaetano Salvemini. La Revolución rusa de 1917 le impresionó profundamente: la interpretó como una revolución liberal y como el camino hacia lo nuevo.
La revista cesó su publicación en 1920. Gobetti se interesó por los problemas de los proletarios y por las experiencias de los Consejos de Fábrica en Turín, acercándose a Antonio Gramsci (que dirigía la revista L'Ordine Nuovo y formaba parte de la minoría comunista del Partido Socialista Italiano, en el que militaban también Palmiro Togliatti y Umberto Elia Terracini). Gobetti condenó duramente, desde el principio, el fascismo.
Se licenció en Derecho por la Universidad de Turín en julio de 1922, con Gioele Solari.

## La rivoluzione liberale(revista),Il Barettiy «Pietro Gobetti Editore»
En febrero de 1922 funda una nueva revista: La rivoluzione liberale. En ella publicaron prestigiosos intelectuales, como el propio Gramsci, Luigi Sturzo y Giustino Fortunato. La revista fue muy combativa en la lucha antifascista. En el bienio 1923-1924 Gobetti fue arrestado muchas veces y la revista fue varias veces secuestrada.
En 1924 Gobetti funda una nueva revista, de contenidos culturales y literarios: Il Baretti. Entre otros, publicaron en ella Benedetto Croce y Eugenio Montale. Gobetti será también el editor de su poemario Huesos de sepia, en la editorial «Piero Gobetti Editore», donde también publicará en 1924 La libertad de John Stuart Mill, con prólogo de Luigi Einaudi.

## La rivoluzione liberale. Saggio sulla lotta politica in Italia(«La revolución liberal. Ensayo sobre la lucha política en Italia»)

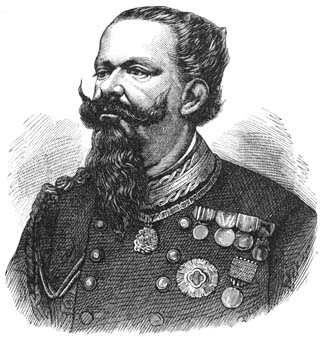
Víctor Manuel II, primer rey de Italia. El periodo de la unificación italiana interesó mucho a Gobetti y protagonizó muchos de sus escritos.

Las ideas de Gobetti sobre el liberalismo se plasmaron en su ensayo La rivoluzione liberale. Saggio sulla lotta politica in Italia (1924), donde recoge sus opiniones publicadas anteriormente en la prensa. 
La prisa con la que quiso publicar este libro le impidió prepararlo con cuidado y corregirlo. La obra se divide en cuatro partes:
- La herencia del Risorgimento.

- La lucha política en Italia.

- La crítica liberal.

- El fascismo.

### La herencia del Risorgimento
Expone su teoría sobre el atraso italiano:

El problema italiano no es de autoridad, sino de autonomía: la ausencia de una vida libre fue, a través de los siglos, el obstáculo fundamental para la creación de una clase dirigente, para el desarrollo de una actividad económica moderna y de una clase técnica avanzada.

Sostenía que el Risorgimento fue dirigido desde las élites y que nunca había sido un movimiento popular. El reto moderno consistía en llenar de liberalismo las supuestas instituciones liberales creadas durante el Risorgimento. En la primera posguerra se había asistido a un acontecimiento nuevo en la historia italiana: el nacimiento de partidos políticos de una amplia base social (son los antecedentes de la Democracia Cristiana y el Partido Comunista Italiano). Pero, según Gobetti, no era suficiente. 

Durante cuatro años la lucha política no consiguió dar la medida de la lucha social.

La política y las exigencias sociales iban por caminos distintos.

### La lucha política en Italia
La segunda parte se divide en seis capítulos, dedicado cada uno de ellos a un factor de la lucha política: estudia a los liberales y los demócratas, los movimientos populares (desarrolla las figuras de Giuseppe Toniolo, Filippo Meda y Luigi Sturzo), los socialistas, los comunistas (con especial atención a Antonio Gramsci), los nacionalistas (Alfredo Rocco) y los republicanos.

### La crítica liberal
Esta tercera parte es el corazón del ensayo. Gobetti quiere hacer una propuesta concreta para hacer política sin olvidar a la sociedad. La lucha de clases es para Gobetti el instrumento de formación de una nueva élite, una vía de renovación popular. Para él, la lucha política debe ser una lucha social.
Respecto a la política con la Iglesia católica, Gobetti defiende recuperar las ideas cavourianas sobre la laicidad del Estado y el no reconocer ningún Estado Pontificio dentro de Italia (algo que fracasará con los Pactos de Letrán). 
Respecto a la modalidad de elección, Gobetti era partidario de un sistema proporcional. Solo así se conseguiría que la economía estuviera al servicio de la política.
Sobre los impuestos, escribió: 

El contribuyente italiano paga blasfemando del Estado. No tiene conciencia de ejercitar, pagando, una verdadera y propia función soberana. Los impuestos le son impuestos. [...] Una revolución de contribuyentes en Italia en estas condiciones no es posible por la simple razón de que no existen contribuyentes.

Se preocupó también sobre el sistema educativo, para él fundamental en un mundo donde la mayor parte de la población es analfabeta o semianalfabeta. Eran necesarios más maestros por lo que proponía movilizar a todo el que supiera enseñar.

### El fascismo
Gobetti se opuso radicalmente al fascismo y a Benito Mussolini, a quien acusaba de querer terminar con la lucha política en Italia. Gobetti adopta un tono muy militante y declara no buscar lectores sino colaboradores en su oposición al fascismo.

## Exilio y muerte
El 5 de septiembre de 1925 Gobetti sufrió una paliza por parte de un grupo de fascistas. Quedó gravemente herido y decidió refugiarse en Francia, en París. No se repuso nunca totalmente y murió meses después, el 15 de febrero de 1926.
La difusión en la prensa antifascita de un telegrama de Benito Mussolini en el que ordenaba al prefecto de Turín de «hacer la vida difícil a Piero Gobetti, insulso opositor del gobierno y del fascismo» tuvo gran repercusión en toda Europa.
La tumba de Gobetti se encuentra en el cementerio del Père Lachaise de París.

## Pensamiento político

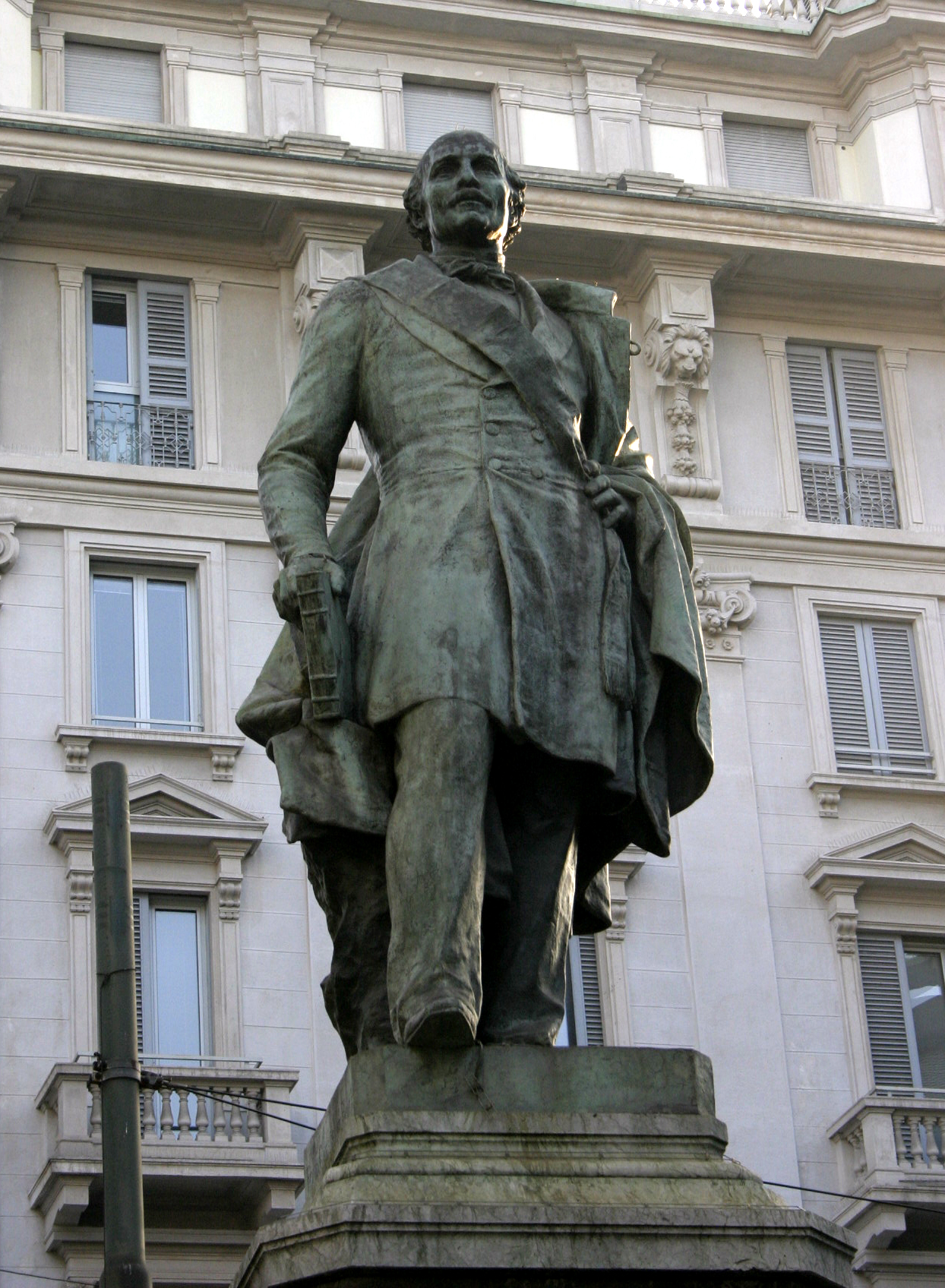
Monumento a Carlo Cattaneo en Milán. Gobetti estudió la figura de este político y escritor italiano.

Gobetti propugnaba la revolución liberal. Lo hizo mientras en Italia se establecía el régimen fascista, que aborrecía de las ideas liberales y de la clase dirigente que las había encarnado en Italia. Curiosamente, la bandera de la revolución liberal fue adoptada por el proletariado turinés, ante la pasividad de la burguesía que aceptó dejar en manos del fascismo la dirección del Estado.
Las consideraciones políticas de Gobetti nacen de sus opiniones sobre la historia italiana. Pare él el Risorgimento había sido una epopeya patriotera cuyo mejor símbolo era Giuseppe Mazzini (muchas palabras, pocos hechos): al Risorgimento le faltaban pragmatismo y realismo.
Para Gobetti los verdaderos héroes del Risorgimento había sido dos: Carlo Cattaneo y Cavour, dos figuras muy distintas pero unidas por su pragmatismo: Cattaneo le gusta a Gobetti por su voluntad de actuar y su ausencia de retórica; Cavour es un hombre que negocia para conseguir sus objetivos y mantiene su perspectiva más allá de lo inmediato. Ambos promovieron en la sociedad italiana el espíritu de competencia y la necesidad de asumir responsabilidades.